# Teatro Tivoli

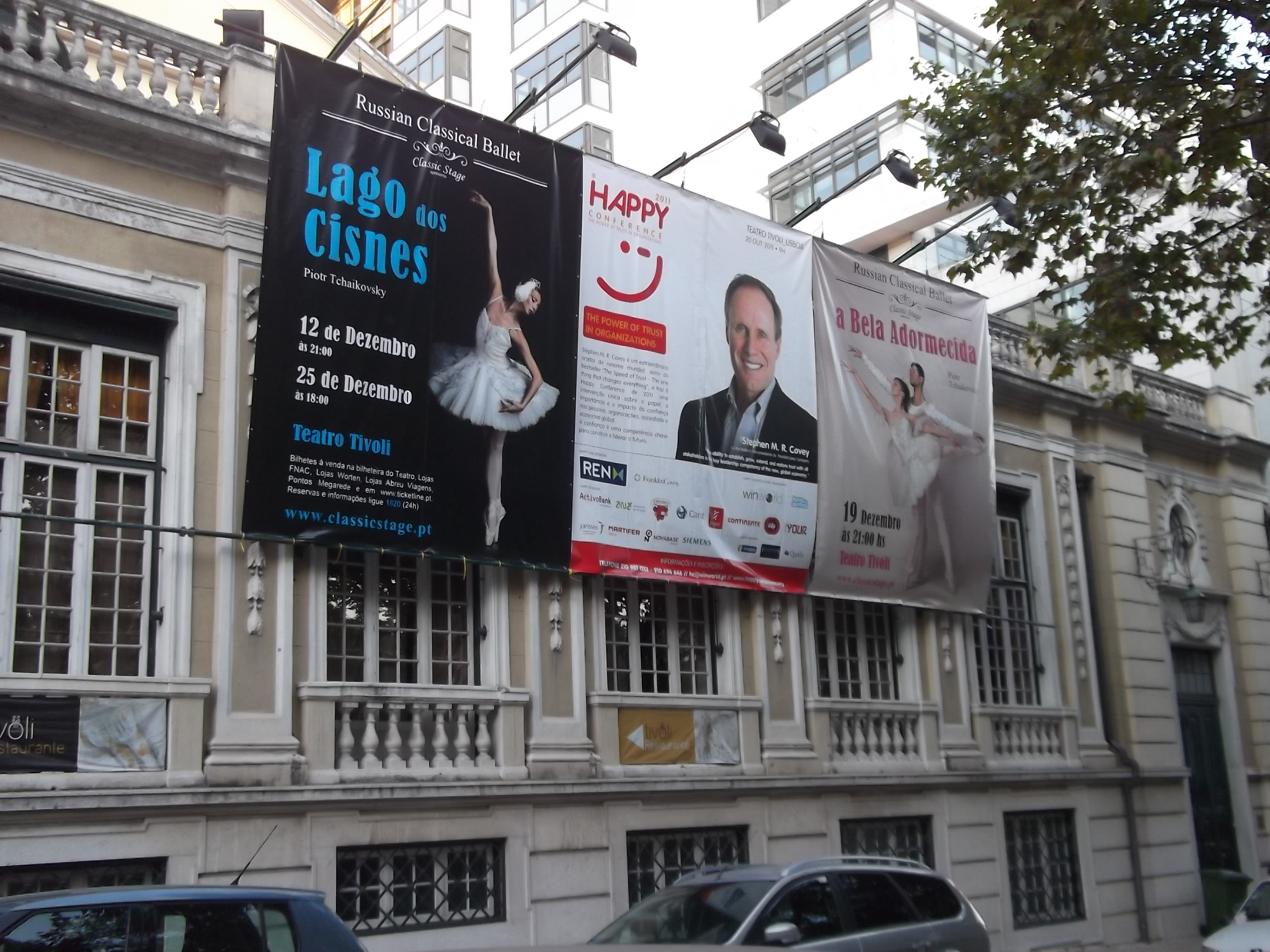
Fachada do Teatro Tivoli

O Teatro Tivoli, ou Cinema Tivoli, é um consagrado teatro situado na Avenida da Liberdade, freguesia de Santo António, em Lisboa. Atuaram nele lendas do teatro internacional como, entre outros, Cacilda Becker, Paulo Autran e o lendário músico Igor Stravinsky. Como cinema, nele estrearam clássicos do cinema mundial como Doutor Jivago. 
Fundado em 1924, o Tivoli possui 1149 lugares, estando classificado desde 2015 como Monumento de Interesse Público.

## História
Frederico de Lima Mayer (irmão de Adolfo de Lima Mayer e de Carlos Lima Mayer),foi o responsável pela construção deste teatro. 
Homem de grande sensibilidade e cultura, o motivo principal para a edificação do espaço foi a necessidade de dotar Lisboa de uma sala devidamente adequada a exibição cinematográfica, arte em franca ascensão na Europa. 
Contudo, entendeu que o edifício também deveria poder acolher qualquer outro tipo de espetáculos (teatro, musica, dança). 
Fruto desta ideia, e sobre projecto do arquitecto Raul Lino, abria em 1924, após quatro anos de obras, o então designado Cine-Teatro Tivoli, na época a melhor sala de cinema do país.
Desde a noite da sua abertura ao público – com o filme Violetas Imperiais - o Tivoli impôs-se como um espaco destinado a exibicao de fitas de grande qualidade, escolhidas entre as melhores producoes da época. Tendo iniciado a sua atividade ainda no tempo do cinema mudo, o Tivoli seria adaptado para o fonocinema em 1930, estreando em novembro desse mesmo ano o seu primeiro filme sonoro - A Parada do Amor.
No teatro assinala-se o facto de, em 1925, numa iniciativa de António Ferro, o espaço ser sede de um grupo de teatro residente - o Teatro Novo. A companhia apresentou várias peças, algumas consideradas ousadas para a época, entre as quais Knock ou o Triunfo da Medicina.
Após a morte de Frederico Lima Mayer, o seu filho, Augusto Lima Mayer, instalou no Tivoli um palco e camarins. Nessa fase irao apresentar-se no local companhias tão célebres como a Comédie Française e o Teatro do Vieux Colombier. 
Merecem igualmente destaque na historia do Tivoli os concertos musicais. Pelo seu palco passaram, entre outros os maestros Igor Stravinsky, Sir Thomas Beecham, Frederico de Freitas e Ivo Cruz, os pianistas Sequeira Costa, Maria João Pires, Tania Achot, Arthur Rubinstein e José Viana da Mota, o violinista Yehudi Menuhin, a violoncelista Guilhermina Suggia e o coro dos Pequenos Cantores de Viena.
Tambem o bailado passou por esta sala, através das atuações do Ballet do XX Siécle (com Maurice Béjart), o American Festival Ballet e o Ballet Soviético dos Cossacos da Ucrânia, entre outros.

### Propriedade do Teatro
Em 1973 o Tivoli deixou de pertencer à família Lima Mayer, tendo sido adquirido por João Ildefonso Bordallo. 
Em 1989, por sua vez, foi adquirido por uma empresa controlada pelo espanhol Emiliano Revilla que, pouco depois, vendeu a maioria das suas ações a uma outra empresa espanhola. 
Depois desse negocio, o espaco esteve algum tempo encerrado. 
Reabrindo as suas portas em 1999 e objeto de obras de remodelação, em 2004 o Tivoli foi adquirido pela Lx Skene, empresa de capitais portugueses, participada maioritariamente por Herman José. 
12 anos depois, em dezembro de 2011, o humorista venderia o espaço à UAU, produtora teatral e de outros espetaculos. 
Em 2012 passou a chamar-se Teatro Tivoli BBVA na sequência de um acordo entre o banco espanhol e a produtora que adquiriu o espaço.

## Arquitetura
O Cine Teatro Tivoli foi construído numa altura em que o movimento moderno se afirmava evidenciando um finíssimo gosto neoclássico fazendo do Tivoli um exemplo único do género. Respeitando uma geometria de formas acentuadas, este Cine Teatro transmite um classicismo acentuado lembrando, logo na primeira vista do edifício, um teatro tipicamente francês onde abundam as coberturas de telha preta e abauladas com os vãos em forma de vigia. Este edifício assume, assim características muito próprias, não sendo evidente a sua massa, ao contrário dos edifícios característicos da época.
Em termos de enquadramento urbano, o Cine Teatro evidencia uma escala muito sensível ao quarteirão onde se insere. A sua planta, predominantemente quadrangular, é constituída por diversos volumes de forma cilíndrica, distintos de todos os outros. De facto, existe um aproveitamento do gaveto, que se assume com um papel muito importante na construção urbana. Esta situação é claramente reforçada pela sua cobertura em forma de cúpula, tornando o edifício bastante elegante, onde pontifica um zimbório para iluminação zenital.
No interior do edifício é de realçar uma sala sóbria, ao melhor estilo do arquitecto Raul Lino. O enquadramento do próscenio é feito recorrendo a um frontão clássico triangular, apoiado em pilastras adossadas à parede. Igualmente reflexo do estilo adoptado, são os motivos que decoram os balcões e os correspondentes elementos que os suportam.

## Peças
| Ano  | Peça        | Encenação         | Elenco                                                           |
| ---- | ----------- | ----------------- | ---------------------------------------------------------------- |
| 2015 | Plaza Suite | Adriano Luz       | Alexandra Lencastre, Diogo Infante, Helena Costa e Ricardo de Sá |
| 2016 | Aga-Boom    | Dimitri Bogatirev |                                                                  |